# Льюис, Томас (кардиолог)
Томас Льюис (англ. Thomas Lewis; 26 декабря 1881 — 17 марта 1945) — британский кардиолог (сам Льюис предпочитал называть себя специалистом по сердечно-сосудистым заболеваниям). Ввёл в медицину термин «клиническое исследование».

## Биография
Льюис родился в деревне Таффс-Уэлл возле Кардиффа, Уэльс в семье горного инженера Генри Льюиса и его жены Кэтрин Ханна (урожденной Дэвис). Получил домашнее образование под руководством своей матери, года провёл в Клифтон-колледже, который оставил по причине плохого здоровья. Последние два года занимался с приглашённым преподавателем. Рано выбрав профессию врача, в возрасте шестнадцати лет он приступил к изучению бакалаврского курса Университетского колледжа в Каррдиффе. Через три года он окончил колледж с отличием первого класса. В 1902 году Льюис поступил в Госпиталь университетского колледжа в Лондоне, чтобы получить образование врача, и окончил его с золотой медалью в 1905 году, получив степень бакалавра медицины. В том же году он получил степень доктор наук в Уэльском университете за исследовательскую работу.
Всю оставшуюся жизнь он работал в Кардиффском университете, поступив в него в качестве интерна. С 1907 года он также получил место в Королевском военно-морском госпитале в Гринвиче, а также в Госпитале Лондонского Сити. В том же году он получил степень доктора медицины. В 1911 году Льюиса назначили преподавателем сердечной патологии в Кардиффском университете, а в 1913 году — помощником врача. Он был принят в Королевскую коллегию врачей в 1913 году.
Ещё будучи интерном, Льюис начал физиологические исследования, проведение фундаментальное изучение сердца, пульса и кровяного давления. С 1906 года он переписывался с голландским физиологом Виллемом Эйнтховеном, интересуясь изобретёным струнным гальванометром и электрокардиографией. Позднее Льюис стал первым, кто использовал новинку в клинических условиях. Благодаря этому Льюис считается отцом клинической электрофизиологии сердца. Первое использование электрокардиографии в клинической медицине датируется 1908 годом: в этот год Томас Льюис и Артур Мак-Нолти (впоследствии главный врач Соединенного Королевства) использовали электрокардиографию для диагностики блокады сердца. В 1909 году вместе с Джеймсом Маккензи Льюис основал журнал Heart: A Journal for the Study of the Circulation, который в 1933 году переименовал в Clinical Science. В 1913 году Льюис опубликовал книгу Clinical Electrocardiography, первую монографию об электрокардиографии. В 1918 году Льюис был избран в Лондонское королевское общество. В 1919 году он был назначен на должность врача Кардиффском университете.
Во время Первой мировой войны Льюис работал в Военном кардиологическом госпитале в Хэмпстеде и был назначен на первую в Британии должность, связанную только с клиническими исследованиями — в Медицинском научно-исследовательском комитете (позднее — Совет медицинских исследований). Он руководил исследованиями состояния, известного как «солдатское сердце» и установил, что оно не связано с кардиологической проблемой. Состояние получило название «синдром усилия» (в более распространённом варианте — «синдром Да Косты», по фамилии американского терапевта, наблюдавшего его у солдат, участвовавших гражданской войны в США). В 1918 году Льюис опубликовал монографию The Soldier’s Heart and the Effort Syndrome. Он разработал корректирующие упражнения, которые позволили многим солдатам, страдающих от этого состояния, вернуться в строй, и в апреле 1919 года был назначен почетным врачом-консультантом в Министерстве пенсий. Также в январе 1920 года он был награждён титулом командора ордена Британской империи, а в 1921 году посвящён в рыцари.
После войны Льюис основал в Кардиффском университете отдел клинических исследований и продолжил изучение сердечной аритмии. В 1925 году он переключил свое внимание с кардиография на сосудистые реакции кожи. Ещё в 1917 году он показал, что капилляры сокращаются независимо, и теперь исследовал реакции кожи на травмы. Итогом работы стала монография The Blood Vessels of the Human Skin and their Responses (1927). В 1927 году он был награждён Королевской медалью «за исследования по сосудистой системе, последовавшей за ранней работой о биении сердца млекопитающих». После этого Льюис переключил внимание на болезни периферических сосудов, особенно на болезнь Рейно, а затем обратился к исследованиям механизма боли, обобщив результаты в книге Pain (1942). В то же время, его труд 1932 года Diseases of the Heart вошёл в стандартный набор медицинских книг.
В 1930 году Льюис основал Общество медицинских исследований. В 1941 году он был награждён Королевским обществом медалью Копли «за клинические и экспериментальные исследования сердца млекопитающих». Он стал вторым врачом в истории, получившим эту награду, после Джозефа Листера, удостоенного её в 1902 году. С 1943 по 1945 годы Льюис занимал должность вице-президента Королевского общества.
В возрасте 45 лет Льюис перенёс инфаркт миокарда, после чего отказался от привычки выкуривать по 70 сигарет в день, одним из первых осознав, что курение повреждает кровеносные сосуды. Умер от ишемической болезни сердца в своем доме в Лаудуотер, Хартфордшир 17 марта 1945 года.

### Семья
В 1916 году Томас Льюис сочетался браком с Элис Лорной Триэрн Джеймс. У пары было трое детей.